# Cetatea Aradului
Cetatea Aradului a fost construită pe malul stâng al Mureșului, fiind ridicată pe vremea împărătesei Maria Tereza. Cetatea a fost construită după planurile generalului Ferdinand Philipp Harsch, în stil Vauban-Tenaille, iar construcția s-a realizat între anii 1762-1783. A fost proiectată sub forma de stea cu șase colțuri și a fost prevăzută cu trei rânduri de cazemate subterane și mai multe rânduri de șanțuri, care puteau fi la nevoie ușor inundate, având în vedere că a fost plasată pe o insulă, iar un braț al Mureșului o înconjura. Legătura cu exteriorul s-a realizat prin trei poduri orientate spre cartierele orașului. Podurile erau apărate, fiecare, de un val de pământ în formă de semilună.  Poarta principală și clădirile din interior au fost construite în stil baroc. 
În interiorul cetății există Biserica Franciscană, de asemenea monument istoric și de arhitectură. Ultimii patru călugări franciscani au locuit în cetate până în anul 1861. 
Până în 1918 cetatea a fost una din cele mai mari închisori militare ale Imperiului austro-ungar. 
În cazematele cetății, folosite pe post de închisori, au fost închiși Horea, Cloșca și Crișan și prizonierii din armata franceză, între anii 1790 - 1815. 
În timpul revoluției din 1848 – 1849, cetatea a jucat un rol crucial. Sub asediul armatei republicane maghiare, garnizoana a bombardat orașul zi de zi timp de nouă luni. În vara lui 1849, armata revoluționară maghiară a reușit să ocupe cetatea timp de 46 de zile, până ce a fost încercuită de armatele rusești și austriece și obligată să se predea.
După revoluție, revoluționarul pașoptist Eftimie Murgu a fost închis în 1849. Trupele habsburgice au mai încarcerat 500 de luptători ai armatei revoluționare între anii 1849 - 1857, majoritatea fiind condamnați la moarte. Printre ei au fost executați prin spânzurare sau împușcare cei 13 generali conducători ai revoluției maghiare pe 6 octombrie 1849. 
În 1852 împăratul Franz Josef I a vizitat cetatea și a redus din sentințele unor ofițeri închiși.
În deceniile următoare, cetatea Aradului a fost închisoare pentru mulți prizonieri de război, printre care militari turci, luați prizonieri în 1881. 
Între 1914 și 1918 s-a făcut o tabără în meterezele exterioare care a adăpostit prizonieri din Bosnia și Herțegovina, printre care și Gavrilo Princip, asasinul arhiducelui Franz Ferdinand de Habsburg (Sarajevo, 1914). Datorită condițiilor grele de detenție au murit 4317 prizonieri, iar în memoria lor a fost pusă la poarta de intrare o placă comemorativă. Despre condițiile inumane în care sunt ținuți prizonierii în cetatea Aradului a atras atenția și deputatul Partidului Național Român, Ștefan Cicio Pop, într-o interpelare în parlamentul de la Budapesta în cursul anului 1917. 
În noiembrie 1918 cetatea a fost ocupată de trupele franco – sârbe, iar din iulie 1919 a fost preluată de armata română.
În perioada interbelică cetatea a fost garnizoana Aradului și a găzduit regimentul 93 infanterie. După armistițiul încheiat de România în 12 septembrie 1944 și ocuparea Aradului de armata sovietică, în cetate a staționat o unitate de tancuri sovietică până în anul 1958. Locul sovieticilor a fost luat apoi de un regiment de tancuri românesc. În prezent în cetate se află Batalionul Mixt Româno-Ungar de Menținere a Păcii, batalion înființat la 20 martie 1998 și devenit operațional din anul 1999.